# Rigobert z Remeše
Rigobert z Remeše († asi 743) je světcem katolické církve, benediktin, je vzýván jako přímluvce při bolestech zubů.

## Život
O životě sv. Rigoberta se toho příliš neví, včetně přesného data narození a úmrtí. Jisté je, že pocházel z vysoce postaveného fransko-ripuarského rodu. Prošel klášterní školou a stal se opatem benediktinského kláštera v Orbais.
V roce 698 byl jmenován remešským arcibiskupem. Tehdejší vladař Pipin Heristalský jej požádal, aby kmotroval jeho synovi. Pipinův syn je z historie znám pod jménem Karel Martel. Karel Martel měl řadu nepřátel a to se přeneslo i do života jeho kmotra. Rigobert se svého kmotřence snažil vést ke smířlivosti a kvůli tomu mu zabránil vstoupit do Remeše. Proto jej Karel zbavil biskupského úřadu a vyhnal. Zemřel v Gernicourtu zřejmě v roce 743. Je dáván za vzor všem kmotrům. Po jeho smrti je doloženo několik zázraků.